# Жереми Аседо
Жеремѝ Аседо̀ (на френски: Jérémy Acedo) е френски футболист. От юни 2008 г. е състезател на Литекс, като подписва договор за 3 години. Играе на пост дефанзивен полузащитник. Преди това е носил екипите на френските ФК Гьоньон и ФК Мартиг.